# The Velvet Underground & Nico
The Velvet Underground & Nico là album đầu tay của ban nhạc rock người Mỹ, The Velvet Underground, được thực hiện với sự cộng tác của ca sĩ người Đức, Nico. Album được phát hành vào tháng 3 năm 1967 bởi Verve Records. Được thu âm từ chuỗi sự kiện Exploding Plastic Inevitable của Andy Warhol, The Velvet Underground & Nico ghi nhận chủ yếu những trải nghiệm từ nghệ thuật trình diễn, cùng với đó là nhiều chủ đề vô cùng gây tranh cãi có trong các ca khúc như lạm dụng chất kích thích, mại dâm, bạo dâm và cả hội chứng lệch lạc tình dục.
Dù không có được thành công về mặt thương mại, song đây lại trở thành một trong những album có ảnh hưởng lớn nhất tới lịch sử và văn hóa nhạc rock với vị trí số 13 tại danh sách "500 album vĩ đại nhất" của tạp chí Rolling Stone, cùng với đó là được cho vào danh sách thu âm được lưu trữ bởi Thư viện Quốc hội Mỹ vào năm 2006. Một trong những lời nhận xét hay nhất về album cũng như về ban nhạc – thậm chí được coi là kinh điển – được cho là của Brian Eno hay Peter Buck: "Album đầu tay của Velvet Underground chỉ bán được 10.000 bản, song bất kể ai mua nó sau này cũng đều tự lập ban nhạc của riêng mình!"

## Thu âm
The Velvet Underground & Nico là album chính thức đầu tiên mà The Velvet Underground thực hiện với đầy đủ đội hình bao gồm Lou Reed, John Cale, Sterling Morrison và Maureen Tucker. Nữ ca sĩ người Đức Nico cũng nằm trong đội hình này, đôi lúc đảm nhận vai trò hát chính theo lời đề nghị của quản lý và người tài trợ nhóm là Andy Warhol. Trong album này, Nico hát chính trong "Femme Fatale", "All Tomorrow's Parties" and "I'll Be Your Mirror" và hát nền trong "Sunday Morning". Năm 1966, trong quá trình thu âm album, đội hình này cũng tham gia trình diễn trong sự kiện Exploding Plastic Inevitable của Warhol.
Hầu hết các ca khúc đều được thu vào khoảng giữa tháng 4 năm 1966, cụ thể là trong khoảng 4 ngày ròng tại Scepter Studios ở New York. Buổi thu này được tài trợ bởi phụ trách sản xuất của Warhol và Columbia Records – Norman Dolph, người cũng từng làm kỹ thuật viên âm thanh cho John Licata. Số tiền tiêu tốn chính xác chưa bao giờ được xác thực, song ước tính vào khoảng từ 1.500 tới 3.000 $.
Sau khi hoàn tất thu âm, Dolph gửi một đĩa mẫu cho Columbia với đề nghị phát hành, song họ từ chối. Cả Atlantic Records lẫn Elektra Records cũng đều không chấp nhận sản phẩm này. Lúc đó hãng MGM Records, lúc đó còn sở hữu Verve Records, đã nhận lời với điều kiện giúp đỡ một nhà sản xuất trẻ của Verve là Tom Wilson khi đó mới cộng tác với Columbia.
Với sự đồng ý của hãng đĩa, 3 ca khúc "I'm Waiting for the Man", "Venus in Furs" và "Heroin" đều được thu tại T.T.G. Studios trong 2 ngày ban nhạc trú lại Hollywood vào cuối năm 1966. Khi quá trình phát hành album bị trì hoãn, Wilson đã mang tất cả ê-kíp tới New York vào tháng 11 năm 1966 và thu âm ca khúc cuối cùng cho album: đĩa đơn "Sunday Morning".

### Sản xuất
Có rất nhiều tranh cãi xung quanh việc ai là người thực sự sản xuất The Velvet Underground & Nico. Cho dù Andy Warhol được ghi một cách hình thức là nhà sản xuất, ông lại có rất ít ảnh hưởng xuyên suốt album ngoại trừ việc chi tiền thu âm. Thực tế, rất nhiều cá nhân nhỏ lẻ khác nhau lại đóng vai trò sản xuất cho album này.
Norman Dolph và John Licata là những người quản lý việc thu âm tại Scepter Studios, vậy nên có thể cho rằng họ chịu trách nhiệm về thu âm cũng như chỉnh âm cho album (cho dù không một ai trong số họ có tên ở phần bìa đĩa). Chính Dolph cũng từng nói rằng Cale là nhà sản xuất chính khi anh là người trực tiếp phụ trách các bản hòa âm. Sau đó, tới lượt Cale cho rằng Tom Wilson là người sản xuất hầu hết các ca khúc của The Velvet Underground & Nico. Anh nói: "Ban nhạc chưa từng có một nhà sản xuất nào tốt hơn Tom Wilson... Andy Warhol thực ra chẳng làm gì cả."
Tuy nhiên, có rất nhiều nguồn lại đề cập rằng Warhol xứng đáng được coi là nhà sản xuất của album này. Sterling Morrison từng kể lại rằng cách Warhol thực hiện album "như thể đang làm một bộ phim". Lou Reed sau này có miêu tả chi tiết qua bài phỏng vấn: "Ông ấy khiến nó trở nên thực tế với chúng tôi và giúp chúng tôi tiến lên, đơn giản vì ông ấy là Andy Warhol. Theo nghĩa nào đó, ông ấy đúng là một nhà sản xuất, bởi vì ông ấy tự biến mình thành chiếc dù che chắn mọi chê bai ngay cả khi chúng tôi chưa thực sự phải nhận nhiều chỉ trích... và vì ông ấy là nhà sản xuất, chúng tôi chỉ phải tới và hoàn thiện mọi việc, làm như chúng tôi vẫn làm thường ngày mà không ai có thể dừng lại vì Warhol là một nhà sản xuất. Dĩ nhiên là ông ấy chẳng biết gì về việc thu âm cả, và ông ấy cũng chẳng cần làm việc đó. Ông ấy chỉ cần tới, ngồi xem và nói "Ồ, nghe thật tuyệt!" và kỹ thuật viên âm thanh sẽ hỏi lại "Ồ, phải! Tuyệt đúng không?""

## Âm nhạc

### Chủ đề
The Velvet Underground & Nico đề cập chủ yếu về các chủ đề như lạm dụng ma túy, mại dâm, bạo dâm và lệch lạc tình dục. "I'm Waiting for the Man" miêu tả những nỗ lực sử dụng heroin trong khi "Venus in Furs" là một bản đánh giá thô về cuốn tiểu thuyết cùng tên từ thế kỷ 19 (bản thân nó cũng đề cập về BDSM). Ca khúc "Heroin" miêu tả chi tiết trải nghiệm cá nhân về việc sử dụng ma túy cũng như những cảm giác sau đó.
Lou Reed, người viết hầu hết phần lời cho các ca khúc, chưa bao giờ không có ý định viết lời đề cập tới các chủ đề gây sốc. Là người hâm mộ Raymond Chandler, Nelson Algren, William S. Burroughs, Allen Ginsberg, và Hubert Selby, Jr., Reed không thấy có bất kể lý do tại sao những vấn đề trên lại không thể được truyền tải theo ngôn ngữ của rock and roll. Khi còn là sinh viên năm cuối của Cử nhân Nghệ thuật tại Đại học Syracuse, anh đã từng trả lời phỏng vấn rằng việc kết hợp những vấn đề gai góc với âm nhạc là điều "hiển nhiên". "Đây là thứ mà bạn cần đọc. Tại sao bạn lại nghe nhạc? Bạn thấy vui khi cảm nhận nó, và bạn thấy vui khi đưa nó tới đỉnh."
Cho dù những chủ đề mà album nói tới được coi là cách mạng, rất nhiều ca khúc khác lại mang tính âm nhạc quần chúng. Một vài ca khúc được viết bởi Reed tới từ những quan sát của anh về "Factory Superstars" của Warhol. "Femme Fatale" là sáng tác được dành riêng cho Edie Sedgwick theo yêu cầu của Warholl. "I'll Be Your Mirror" được lấy cảm hứng trực tiếp từ Nico là một ca khúc sâu lắng và trìu mến, tương phản hoàn toàn với "Heroin". Nhiều nguồn cho rằng "All Tomorrow's Parties" cũng được Reed viết theo yêu cầu của Warhol (theo 2 tác giả Victor Bockris và Gerard Malanga trong cuốn tiểu sử Up-Tight: The Velvet Underground Story). Cho dù ca khúc thực tế có vẻ giống những lời quan sát về The Factory, Reed lại viết ca khúc này (và cả bản demo thu năm 1965) từ trước khi gặp Warhol.

### Nhạc cụ
Hầu hết âm thanh của album đều được John Cale phụ trách khi anh là người có nhiều kinh nghiệm nhất nhóm. Cale, người chịu ảnh hưởng lớn từ La Monte Young, John Cage và làn sóng Fluxus, đã đề nghị ban nhạc sử dụng nhiều yếu tố kết hợp cho album này. Cale nhanh chóng tìm thấy sự ủng hộ từ Reed, người cũng có kinh nghiệm trong việc pha trộn nhiều thể loại âm nhạc. Tại đây, Reed đã "phát minh" ra ostrid guitar khi anh thực hiện ca khúc "The Ostrid" trong buổi thu trực tiếp ngắn với nhóm The Primitives. Cây đàn này được sử dụng trực tiếp cho ca khúc "Venus in Furs" và "All Tomorrow's Parties". Thông thường, cây guitar có thể hạ tông đồng nhất xuống một vài cung để tạo ra âm thanh ấm hơn, trầm hơn mà Cale từng gọi là vô cùng "sexy".
Cale cũng sử dụng viola trong nhiều ca khúc, điển hình như "Venus in Furs" và "Black Angel's Death Song". Chiếc viola được dùng dây của guitar và mandolin, khi Cale chơi đã tạo nên tiếng giống với động cơ máy bay. Cale sử dụng nhiều kỹ thuật drone, hoặc chỉ chơi một nốt duy nhất cho cả một đoạn nhạc kéo dài. Anh thường thay đổi độ nhấn, tốc độ và đôi lúc thêm vài nốt phụ để tạo nên những hợp âm đa dạng mà vẫn giữ nguyên nốt nhạc gốc.

## Bìa đĩa
Phần bìa của The Velvet Underground & Nico đã trở thành kinh điển với thiết kế quả chuối vàng bởi Andy Warhol. Những ấn bản đầu tiên của album được ghi dòng chữ "Peel slowly and see" ("Bóc thật chậm và nhìn"), và khi bóc miếng dán, chiếc vỏ chuối sẽ bong ra để lộ phần ruột màu hồng. Một hệ thống máy in đặc biệt đã được yêu cầu cho phần bìa này (một trong những lý do khiến album bị trì hoãn ngày phát hành), song MGM đã chi trả toàn bộ với hi vọng rằng mọi sản phẩm có liên quan tới Warhol đều có thể thúc đẩy việc kinh doanh. Phần lớn các ấn bản đĩa than của album này không có thiết kế miếng dán theo kèm, và các ấn bản gốc có miếng dán trên đã trở thành những bản hiếm. Bản LP tái bản tại Nhật vào những năm 1980 trở thành những ấn bản duy nhất sau nhiều năm có thiết kế miếng dán đó. Trong bản tái bản năm 1996, hình ảnh quả chuối vàng vẫn nằm trên mặt bìa ngoài, còn hình ảnh phần ruột quả chuối được đưa vào phần bìa trong kèm CD. Năm 2008, album được chuyển thể theo dạng đĩa than nén và ấn bản này lại có miếng dán như bản gốc.

### Tranh chấp về thiết kế phần bìa mặt sau
Khi album lần đầu được phát hành, phần bìa sau (chụp trong một buổi diễn của Exploding Plastic Inevitable) có hình ảnh của diễn viên Eric Emerson chiếu trên phông nền phía sau ban nhạc. Emerson bắt đầu khởi kiện vì việc sử dụng hình ảnh của anh khi không được phép, cho dù anh đã được trả tiền. Trái với việc theo kiện, MGM tiến hành thu hồi toàn bộ lượng album chưa bán được và yêu cầu tẩy mờ ảnh của Emerson cho tất cả các album còn lại. Các album đó sau này được bày bán với một miếng dán hờ che đi hình ảnh của Emerson. Tuy nhiên, cuối cùng ấn bản CD vào năm 1996 đã giữ ảnh của diễn viên này như nguyên thủy.

### Tranh chấp về thiết kế phần bìa mặt trước
Tháng 1 năm 2012, nhóm quyền lợi "Velvet Underground" (với Cale và Reed là 2 thành viên chính) đã khởi kiện 'Quỹ Andy Warhol về Nghệ thuật thị giác' lên Tòa án New York (S.D.N.Y.) sau khi Quỹ này cho phép hãng Incase Designs sử dụng thiết kế quả chuối vàng lên phụ kiện của iPhone và iPad. Đơn kiện bao gồm 4 luận điểm, trong đó 1 về quyền tác giả và 3 về thương hiệu.
Với lý lẽ rằng Quỹ Andy Warhol "có lẽ" sở hữu bản quyền thiết kế, nhóm quyền lợi đã yêu cầu tòa án tuyên bố rằng Quỹ trên hoàn toàn không có quyền lợi đó. Về phía mình, Quỹ Andy Warhol đã đưa ra bằng chứng một "thỏa thuận không tranh chấp" với lời hứa rằng cho dù nhóm hay bất kể bên nào khác sử dụng bản thiết kế này với mục đích thương mại thì Quỹ cũng sẽ không đòi hỏi quyền lợi về bản quyền trước tòa. Ủng hộ Quỹ Andy Warhol, thẩm phán Alison J. Nathan quyết định dừng và không khởi tố vụ kiện theo đề nghị của nhóm quyền lợi. Theo ông, Hiến pháp Mỹ cho phép các tòa án liên bang nhận biết sự tồn tại của các ràng buộc hợp đồng, cho phép tiếp tục hay dừng tranh chấp về quyền lợi hợp pháp dựa trên những trường hợp cụ thể cùng các thỏa thuận đặc biệt và từ đó đảm bảo sự có mặt của tòa án để bảo vệ bên nguyên tránh bất kể phần thiệt hại nào trong quyền lợi của riêng họ. Ông cũng nhận xét rằng đơn kiện của nhóm quyền lợi không đi theo thông thường vì cho dù Quỹ tiếp tục khẳng định bản quyền chăng nữa – trong trường hợp quyền này bị cho là không hợp pháp – thì việc làm trên cũng không gây ra thiệt hại nào cho nhóm hoặc tước đi quyền sử dụng thiết kế này của họ. Thực tế, nhóm quyền lợi không đề nghị với tòa rằng họ sở hữu bản quyền này, mà họ muốn yêu cầu tòa tuyên bố Quỹ Andy Warhol không có quyền lợi đó. Sau phán quyết, Quỹ Andy Warhol cam kết không khởi tố bất kể "việc sử dụng thiết kế quả chuối vàng" bởi nhóm quyền lợi, nhóm có thể sử dụng quyền đó một cách tự do mà không thể vấp phải bất cứ cản trở nào từ Quỹ (theo điều khoản của Luật Bản quyền). Nếu nhóm quyền lợi đi xa hơn những điều kiện này nhưng vẫn trong khuôn khổ thương mại, chiếu theo việc Quỹ thực chất vẫn sở hữu bản quyền của bản thiết kế, quyết định của tòa án có thể sẽ vô hiệu lực. Đây là một quyết định mang tính tham khảo, và tòa án liên bang chưa từng có một án lệ tương tự. Tòa án từ đó bác đơn kiện của nhóm quyền lợi và giữ bản quyền cho Quỹ Andy Warhol.
Những vấn đề khác về thương hiệu không nằm trong khuôn khổ của vụ kiện vì có những thỏa thuận đồng thuận, và đơn kiện của nhóm quyền lợi sau đó được rút lại vào tháng 5 năm 2013.

## Danh sách ca khúc
Tất cả các ca khúc được viết bởi Lou Reed, các sáng tác khác được ghi chú bên.
| Mặt A | Mặt A                         | Mặt A        | Mặt A      |
| STT   | Nhan đề                       | Hát chính    | Thời lượng |
| ----- | ----------------------------- | ------------ | ---------- |
| 1.    | "Sunday Morning" (Reed, Cale) | Reed và Cale | 2:54       |
| 2.    | "I'm Waiting for the Man"     | Reed         | 4:39       |
| 3.    | "Femme Fatale"                | Nico         | 2:38       |
| 4.    | "Venus in Furs"               | Reed         | 5:12       |
| 5.    | "Run Run Run"                 | Reed         | 4:22       |
| 6.    | "All Tomorrow's Parties"      | Nico         | 6:00       |

| Mặt B | Mặt B                                         | Mặt B     | Mặt B      |
| STT   | Nhan đề                                       | Hát chính | Thời lượng |
| ----- | --------------------------------------------- | --------- | ---------- |
| 7.    | "Heroin"                                      | Reed      | 7:12       |
| 8.    | "There She Goes Again"                        | Reed      | 2:41       |
| 9.    | "I'll Be Your Mirror"                         | Nico      | 2:14       |
| 10.   | "The Black Angel's Death Song" (Reed, Cale)   | Reed      | 3:11       |
| 11.   | "European Son" (Reed, Cale, Morrison, Tucker) | Reed      | 7:46       |

## Đánh giá
| Đánh giá chuyên môn           | Đánh giá chuyên môn |
| Nguồn đánh giá                | Nguồn đánh giá      |
| Nguồn                         | Đánh giá            |
| ----------------------------- | ------------------- |
| Allmusic                      | [ 20 ]              |
| BBC Music                     | (tích cực)          |
| Chicago Tribune               | [ 22 ]              |
| Robert Christgau              | A                   |
| Encyclopedia of Popular Music | [ 24 ]              |
| Pitchfork                     | 10/10               |
| Q                             | [ 26 ]              |
| The Rolling Stone Album Guide | [ 27 ]              |
| Piero Scaruffi                | (9/10)              |
| Sputnikmusic                  | 4.5/5               |

Khi lần đầu được phát hành, The Velvet Underground & Nico không có được sự đón nhận từ cộng đồng nghe nhạc và chấp nhận lỗ nặng. Việc đề cập tới những chủ đề rất tranh cãi cũng khiến nhiều ca khúc của album bị cắt xén hoặc cấm phát qua sóng phát thanh. Rất nhiều đài phát thanh đã từ chối đưa album này lên sóng, trong khi nhiều tạp chí âm nhạc cũng từ chối quảng bá nó. Lý do của thất bại cũng có thể quy một phần cho Verve khi hãng này không tiến hành quảng cáo hay phát hành album theo bất cứ hình thức gây chú ý nào. Tuy nhiên, Richie Unterberger từ Allmusic lại có những nhận xét lạc quan: "...đơn giản rằng đây là thứ âm nhạc quá mang tính thách thức với các đài phát thanh; thứ rock "underground" có lẽ thực sự được khơi nguồn từ đây, song có lẽ không bao giờ có thể vượt qua được những kỷ lục vào thời điểm đó của psychedelic vốn đang đạt tới đỉnh của mình."
Album xuất hiện lần đầu tại Billboard 200 ngày 13 tháng 5 năm 1967 ở vị trí số 199, và tồn tại tới ngày 10 tháng 7 với vị trí 195. Sau đó, nó quay lại bảng xếp hạng ngày 18 tháng 11 ở vị trí 182, rồi đạt vị trí cao nhất là 171 vào ngày 16 tháng 12, trước khi rời bảng xếp hạng vào ngày 6 tháng 1 năm 1968 với vị trí 193. Khi Verve bắt đầu vụ kiện với Eric Emerson vào tháng 6 cùng năm, album đã rời khỏi bảng xếp hạng từ tận 5 tháng trước.
Các bài đánh giá cũng không dành nhiều sự quan tâm cho album. Một trong số ít những đánh giá được viết vào năm 1967 lại là những đánh giá tích cực từ một tờ tạp chí nhỏ có tên Vibrations. Bài viết nhận xét âm nhạc như "sự tấn công đầy đặn vào đôi tai và trí não" cùng với đó là nhiều ghi chú về những chủ đề tối tăm xuất hiện trong hầu hết các ca khúc.
Phải tới khoảng 1 thập kỷ sau, album mới nhận được những đánh giá tích cực, đặc biệt về những ảnh hưởng của nó với sự phát triển của nhạc rock hiện đại. Robert Christgau trong bài nhận xết năm 1977 đã đối lập hoàn toàn với bài viết năm 1967 khi cho rằng "[album] ngày một cho thấy sự xuất sắc". Trong cuốn Encyclopedia of Popular Music (1998), Colin Larkin gọi đây là "một tuyển tập đầy sức mạnh" đã "giới thiệu những mê đắm cuồng dại đầy bước ngoặt của Reed, cùng với những đam mê với thứ văn hóa đường phố và cả những giới hạn vô đạo đức của sự dâm dục." Tháng 4 năm 2003, tạp chí Spin xếp album ở vị trí cao nhất trong danh sách "15 album ảnh hưởng nhất mọi thời đại". Ngày 12 tháng 10 năm 2000, đài NPR đã đưa album này vào trong danh sách "NPR 100" cho "những sản phẩm âm nhạc xuất sắc nhất của nước Mỹ thế kỷ 20". Tạp chí Rolling Stone cũng xếp The Velvet Underground & Nico ở vị trí số 13 trong danh sách "500 album vĩ đại nhất" vào tháng 11 năm 2003 và gọi đây là album uyên bác nhất.
Năm 1997, album được xếp thứ 22 trong bài bình chọn "Album của thiên niên kỷ" được tổ chức bởi HMV Group, Channel 4, The Guardian và Classic FM. Trong cuốn The Alternative Music Almanac (1995), tác giả Alan Cross đã xếp album ở vị trí cao nhất trong danh sách "10 album alternative kinh điển". Năm 2006, The Velvet Underground & Nico được xếp ở vị trí số 42 trong danh sách "100 album vĩ đại nhất" bình chọn bởi độc giả tạp chí Q, trong khi tờ The Observer đã xếp album này ở vị trí số một trong danh sách "100 album thay đổi âm nhạc" vào tháng 7 cùng năm. Cũng trong năm 2006, album cũng được có tên trong danh sách "100 album vĩ đại nhất" của tạp chí Time.

## Hệ quả
Vì album bị đình trệ trong thời gian dài cùng với việc không có được những kết quả về thương mại, mối quan hệ giữa Reed và Warhol trở nên căng thẳng và Reed cuối cùng đã quyết định thay thế Warhol bằng người quản lý mới, Steve Sesnick. Nico vì thế cùng rời nhóm và bắt đầu sự nghiệp solo rực rỡ của mình với việc phát hành album Chelsea Girl vào tháng 10 năm 1967. Chelsea Girl bao gồm 5 ca khúc được viết bởi The Velvet Underground, trong đó có bản hit "Wrap Your Troubles in Dreams" – một trong những sáng tác đầu tay của Reed vào năm 1965 với sự trợ giúp của Cale và Morrison.
Tom Wilson tiếp tục cộng tác với nhóm cho tới năm 1967 khi đồng ý sản xuất cho họ album White Light/White Heat cũng như chính album Chelsea Girl của Nico.

## Tái bản

### CD
Ấn bản tái bản đầu tiên là bản CD năm 1986 với một chút thay đổi: tên của album được đưa lên phần bìa. Ngoài ra, album có thêm bản mix của ca khúc "All Tomorrow's Parties" với phần hát chính không có phần hát đè như trong bản LP gốc. Thực tế thì quyết định sử dụng phần hát đè trong bản LP gốc cũng chỉ được đưa ra vào những phút cuối cùng. Bill Levenson, người từng được tham khảo cuốn catalog của The Velvet Underground ở Verve/MGM, đã quyết định giữ lại bản hát không có phần hát đè nhằm gây bất ngờ cho người hâm mộ, song đã nhanh chóng gây thất vọng khi thực ra bản thu này đã được ghi ở phần bìa sau của CD với dòng chú thích "chưa từng phát hành".
Ấn bản CD năm 1996 đã xóa toàn bộ những thay đổi trên để trở về với bản LP nguyên gốc.

### Peel Slowly and Seebox set
Box set của ban nhạc, Peel Slowly and See (1995), đã đưa toàn bộ The Velvet Underground & Nico trong nội dung của mình. Album lần này có thêm một đĩa CD 2 trong đó bao gồm đĩa đơn "All Tomorrow's Parties" cùng 2 ca khúc của Nico trong album Chelsea Girl và đoạn trích 10 phút trong tổng số 45 phút trình diễn của ca khúc "Melody Laughter". Trong CD 1 cũng có thêm một số bản demo của nhóm từ năm 1965 với tên Ludlow Street: đây là những bản thu phác thảo đầu tiên của những ca khúc "Venus in Furs", "Heroin", "I'm Waiting for the Man" và "All Tomorrow's Parties".

### Ấn bản Deluxe
Năm 2002, hãng Universal đã cho phát hành 2 đĩa trong một ấn bản Deluxe bao gồm cả bản mono lẫn stereo của toàn bộ album, cùng với 5 ca khúc trong album Chelsea Girl của Nico (đều được viết và sáng tác bởi các thành viên của The Velvet Underground) và các ấn bản đĩa đơn của "All Tomorrow's Parties", "I'll Be Your Mirror", "Sunday Morning" và "Femme Fatale". Bản demo của ca khúc không được phát hành "Miss Joanie Lee" ban đầu cũng được dự kiến cho vào trong album, song những tranh cãi về bản quyền giữa ban nhạc và Universal đã dẫn tới việc dừng phát hành ca khúc này. Chính những vấn đề trên cũng là lý do khiến ban nhạc đã hủy rất nhiều dự định cho Bootleg chính thức của mình. Tháng 4 năm 2010, Universal đã tái bản lại toàn bộ 2 đĩa, gộp lại trong 1 CD có tên "Rarities Edition".
Đĩa bổ sung 1
1. "Little Sister" – 4:30
2. "Winter Song" – 3:23
3. "It Was a Pleasure Then" – 8:09
4. "Chelsea Girls" – 7:29
5. "Wrap Your Troubles in Dreams" – 5:09

Đĩa bổ sung 2
1. "All Tomorrow's Parties" – 2:53
2. "I'll Be Your Mirror" – 2:18
3. "Sunday Morning" – 3:00
4. "Femme Fatale" – 2:38

### Ấn bản kỷ niệm 45 năm phát hành Super Deluxe
Ngày 1 tháng 10 năm 2012, Universal cho phát hành ấn bản box set 6 album, và đây được coi là ấn bản Deluxe đầy đủ nhất. Nó bao gồm 2 đĩa bổ sung như ở trên với các định dạng stereo và mono, đĩa 3 là toàn bộ album Chelsea Girl của Nico, đĩa 4 là toàn bộ ấn bản của Scepter Studios. Đĩa 5 và 6 bao gồm toàn bộ buổi trình diễn năm 1966 chưa từng được phát hành. Theo bài đánh giá của nhà nghiên cứu Richie Unterberger theo kèm box set, ấn bản duy nhất làm gốc cho 2 đĩa này là một cuộn băng được thâu với chất lượng tương đối khi Nico vẫn còn trong nhóm. Bài đánh giá cũng giải thích vì sao không có một DVD nào trong box set vì thời kỳ đó không có một buổi diễn nào của ban nhạc được quan tâm hay quay lại vì ban nhạc vốn có chút hiềm khích với truyền thông.
Đĩa 5Live at Valleydale Ballroom, Columbus, Ohio, 4 tháng 11 năm 1966 (Phần 1)
1. "Melody Laughter" (không lời) – 28:26
2. "Femme Fatale" – 2:37
3. "Venus in Furs" – 4:45
4. "The Black Angel's Death Song" – 4:45
5. "All Tomorrow's Parties" – 5:03

Đĩa 6Live at Valleydale Ballroom, Columbus, Ohio, 4 tháng 11 năm 1966 (Phần 2)
1. "Waiting for the Man" – 4:50
2. "Heroin" – 6:42
3. "Run Run Run" – 8:43
4. "The Nothing Song" (không lời) – 27:56

## Ấn bản của Scepter Studios
Một bản tổng hợp lưu trữ của Norman Dolph tại Scepter Studios đã biên tập lại nhiều bản thu tương đồng với ấn bản album cuối cùng, cho dù nhiều ca khúc không có chút gì giống với ấn bản chính thức. Bản nháp lưu trữ này được hoàn chỉnh vào ngày 25 tháng 4 năm 1966, chỉ không lâu sau bản thu chính. Phải tới nhiều thập kỷ sau nó mới được chú ý sau khi một người từ Montreal, Canada có tên Warren Hill mua lại bộ sưu tập vào tháng 9 năm 2002 khi đi mua đồ tại một phiên chợ trời ở Chelsea, Manhattan gần New York với giá vẻn vẹn 0,75$. Hill mang chiếc album kiếm được đi đấu giá tại eBay vào tháng 11. Ngày 8 tháng 12 năm 2006, người thắng phần đấu giá đã trả tới 155.401$ song cuối cùng lại không thanh toán. Cuối cùng, nó được đem đấu giá lại lần nữa vào ngày 16 và được trả với giá 25.200$.
Cho dù có tổng cộng 10 ca khúc được thu tại Scepter, chỉ có 9 trong số đó được đưa vào ấn bản này. Dolph nhớ lại rằng "There She Goes Again" chính là ca khúc bị thất lạc (cho dù thực tế, "There She Goes Again" đã được cho vào bản LP và được ghi cho Scepter Studios).
Năm 2012, bản lưu trữ này chính thức trở thành đĩa 4 trong box set Super Deluxe kỷ niệm 45 năm phát hành album. Phần đĩa này bao gồm thêm 6 ca khúc nữa là các bản nháp thu ngày 3 tháng 1 năm 1966 tại The Factory. Ấn bản có cả bản đĩa than lẫn CD. Tuy nhiên, những bản nén kỹ thuật số của album này đã được phát tán tràn lan trên internet kể từ tháng 1 năm 2007.
Đĩa 4
1. "European Son" (bản phụ) – 9:02
2. "The Black Angel's Death Song" (bản phụ mix) – 3:16
3. "All Tomorrow's Parties" (bản phụ) – 5:53
4. "I'll Be Your Mirror" (bản phụ mix) – 2:11
5. "Heroin" (bản phụ) – 6:16
6. "Femme Fatale" (bản phụ mix) – 2:36
7. "Venus in Furs" (bản phụ) – 4:29
8. "I'm Waiting for the Man" (bản phụ, ở đây được đặt tên "Waiting for the Man") – 4:10
9. "Run Run Run" (bản phụ mix) – 4:23
10. "Walk Alone" – 3:27
11. "Crackin' Up/Venus in Furs" – 3:52
12. "Miss Joanie Lee" – 11:49
13. "Heroin" – 6:14
14. "There She Goes Again" (cùng Nico) – 2:09
15. "There She Goes Again" – 2:56

- Các ca khúc từ 1-9 là những bản gốc được lưu trữ bởi Scepter Studios. Các ca khúc 1, 2, 3 và 5 được trích từ các đoạn băng thâu; các ca khúc 4, 6, 7, 8 và 9 được lấy trực tiếp từ lưu trữ.
- Các ca khúc từ 10-15 là bản nháp thu ngày 3 tháng 1 năm 1966 tại Factory, được lấy từ băng thâu và chưa từng được phát hành.

## Thành phần tham gia sản xuất
The Velvet Underground & Nico
- John Cale – viola điện, piano, celesta trong "Sunday Morning", bass, hát nền.
- Sterling Morrison – guitar, bass, hát nền.
- Lou Reed – hát, guitar và ostrich guitar.
- Maureen Tucker – định âm.
- Nico – hát chính trong "Femme Fatale", "All Tomorrow's Parties" và "I'll Be Your Mirror"; hát nền trong "Sunday Morning".

Hòa âm được thực hiện bởi The Velvet Underground.
Ê-kíp sản xuất
- Ami Hadami (theo Omi Haden) – kỹ thuật viên của T.T.G. Studios.
- Gary Kellgren, Norman Dolph và John Licata – kỹ thuật viên của Scepter Studios.
- Andy Warhol – sản xuất.
- Tom Wilson – sản xuất hậu kỳ, sản xuất "Sunday Morning".
- Gene Radice và David Greene – chỉnh âm, phát hành.

## Các bản hát lại
Năm 2009, ban nhạc người Mỹ Beck đã thu âm lại lần lượt từng ca khúc của The Velvet Underground & Nico, sau đó cho phát hành qua một video trên trang web chính thức của mình trong dự án Record Club. Những nghệ sĩ tham gia dự án cùng Beck bao gồm Nigel Godrich, Joey Waronker, Brian LeBarton, Bram Inscore, Yo, Giovanni Ribisi, Chris Holmes và Thorunn Magnusdottir.
Cũng trong năm 2009, một nhóm các nghệ sĩ từ Argentina cũng đã chung tay thực hiện một album tri ân theo từng ca khúc của album. Họ cũng cùng nhau tổ chức một vài buổi trình diễn tại Buenos Aires trong dịp kỷ niệm ngày phát hành album, sau đó các bản thu được cho phép tải miễn phí qua mạng internet.